# Espace Karim Francis
Espace Karim Francis è una galleria d'arte contemporanea fondata nel 1995 in un quartiere centrale de Il Cairo.

La galleria è continuamente impegnata nelle attività di scoperta, incoraggiamento e supporto delle attività degli artisti egiziani, sia contemporanei che appartenenti alla tradizione passata, rivolgendo la sua attenzione sia ad artisti quotati, che a quelli emergenti.

La galleria predilige opere pittoriche e scultoree.

## Attività

### Mostre
Tra le attività espositive della Karim Francis si ricorda Occidentalism: Contemporary Artists from Egypt. Nell'aprile 2006, Karim Francis ha riunito un gruppo di 19 artisti egiziani. Guidati dalla domanda "Come vedi l'Occidente?”, essi hanno trasmesso e comunicato quelle che sono le attuali visioni egiziane sul tema dell'occidentalismo e sul complesso rapporto tra Oriente e Occidente. Gli artisti selezionati provenivano da diverse generazioni e campi all'interno della scena artistica locale. Le opere prodotte hanno fatto uso di una vasta gamma di media. 
Dopo aver ampiamente dibattuto il tema per un intero anno, la mostra ha preso vita a Il Cairo nel maggio 2007. Occidentalism ha cercato di confrontarsi con gli stereotipi e i luoghi comuni, sollevando alcune questioni relative complessità del rapporto socio-culturale tra Oriente e Occidente, le nazioni e le culture. Questa mostra segna il debutto curatoriale di Francis, che ha sempre partecipato attivamente al circuito dell'arte egiziana dal lancio del suo centro privato Espace Karim Francis. 
Alcuni dei temi sollevati dagli artisti all'interno della mostra includevano il conflitto politico, il potere e dominio, le rappresentazioni dei media, il consumismo e l'impatto della globalizzazione, l'identità culturale, ma anche storie personali e di appartenenza. 
La mostra ha provocato un impatto culturale piuttosto importante per la sua portata e la sua varietà.

### Festival
Karim Francis è stata uno dei principali fondatori di Al-Nitaq, un festival che celebra una grande varietà di discipline artistiche, dalla poesia alla musica, al cinema al teatro, alla danza e alle arti visive. Al-Nitaq è stata fondata allo scopo di espandere l'arte al di fuori del suo canonico pubblico elitario da galleria privata,  e portarlo per le strade del centro de Il Cairo, all'interno dei suoi edifici, dei suoi vicoli, bar, ristoranti, appartamenti e vetrine. L'obiettivo, comune agli spazi artistici che hanno promosso e sponsorizzato il festival (oltre l'Espace Karim Francis, la Mashrabia Art Gallery e la Townhouse Gallery) è quello di aumentare l'accessibilità dell'arte contemporanea e raggiungere un pubblico più vasto.

## Artisti
Adel El Siwi, Hisham El Zeiny, Adam Henein, Ahmed Nosseir, Sobhy Guirguis, Galila Nawar, Mohamed Taman, Fathy Afifi, Ahmed Abdalla, Hazem el Mestikawi, Islam Zaher.